# 里卡尔多·萨波纳拉
里卡尔多·萨波纳拉（Riccardo Saponara，1991年12月21日—），意大利职业足球运动员，司职前腰，现時效力意甲球队維羅納，曾为意甲豪门AC米兰效力。

## 职业生涯

### 恩波利
萨波纳拉原本司职边锋。2012-13赛季，恩波利主教练毛里齐奥·萨里将他改造为前腰，收到奇效，萨波纳拉在40场比赛中打入13球，献上15个助攻，帮助俱乐部闯入升级附加赛决赛。球队在附加赛决赛中输给利沃诺，没能晋级。 

### 米兰
2013年1月21日，AC米兰签下21岁的萨波纳拉。不过，根据两家俱乐部的协议，萨波纳拉在恩波利踢完了剩下的半个赛季。